# Томас Талліс
Томас Та́лліс (англ. Thomas Tallis, 30 січня 1505, графство Кент — 23 листопада 1585, Гринвіч, під Лондоном) — англійський композитор і органіст.

## Біографія
В 1535 році — органіст бенедиктинського монастиря в Дуврі (графство Кент), в 1538—1540 роки — органіст августинського абатства у Волтхемі (графство Ессекс), потім в кафедральному соборі в Кентербері, а з 1543 року — при королівському дворі в Лондоні. У 1552 році одружився, дітей у них з дружиною не було.
Прижиттєвих портретів композитора не збереглося, відомі на нинішній день зображення створені більш ніж через півтора століття після його смерті.

## Творчість
Складав меси і мотети. Головним твором Талліс вважається Spem In Alium — мотет для 40 голосів на слова книги Юдити, що вважається шедевром контрапункта. Одним із його учнів був Вільям Берд.
За життя композитора його твори були видані двічі:
- Morning and evening prayer and communion, set forthe in 4 parts, to the song. London,1565.
- Cantiones quae ab argumento sacrae vocantur. London, 1575.

## Записи
- Tallis — If ye love me[недоступне посилання з травня 2019]